# Мехмед Сабахаттин-эфенди
Султанзаде Мехмед Сабахаттин-эфенди (тур. Mehmed Sabahaddin Efendi; 13 февраля 1877 года, Константинополь ― 30 июня 1948 года, Невшатель, Швейцария) ― турецкий политический деятель и социолог. Будучи родственником династии Османов, был изгнан из Османской империи на рубеже XIX и XX веков из-за своей антиправительственной деятельности.
Был членом движения младотурок и выступал за конституционное устройство империи. Будучи последователем Эмиля Дюркгейма, Мехмед Сабахаттин считается одним из основателей социологии в Турции. Он также был учредителем Ассоциации частного предпринимательства и децентрализации, образованной в 1902 году.

## Биография
Султанзаде Мехмед Сабахаттин родился в Стамбул в 1879 году. Его матерью был Сениха-султан, дочь османского султана Абдул-Меджида I и Наланыдиль Ханым-эфенди. Отцом султанзаде был Махмуд Джелаледдин-паша, сын капудан-паши Дамата Гюрджю Халиля Рифата-паши.
Султанзаде Мехмед Сабахаттин приходился племянником султанов Мурада V, Абдула Хамида II, Мехмеда V и последнего султана Мехмеда VI. Получил разностороннее образование в Османском дворце.
Сабахаттин бежал из страны в конце 1899 года вместе со своим братом и отцом, которые впали в немилость у Абдул-Хамида II. Сначала они отправились в Великобританию, затем поселились в Женеве, которая была центром сосредоточения политических эмигрантов из Османской империи. Получив предупреждение Федерального совета в Женеве в 1900 году за свою деятельность, они покинули город, обосновавшись в Париже и Лондоне.
На первом этапе своей карьеры в политической оппозиции (1900—1908) он стремился к обретению единства между христианами и мусульманами и встречался с лидерами обеих групп. Получил поддержку со стороны младотурок. В это же время он познакомился с Эдмондом Демоленом и стал последователем его школы социальных наук. Сабахаттин выступал за либеральную экономическую политику и стал учредителем Ассоциации частного предпринимательства и децентрализации, организации, которая стала конкурентом движения Единение и прогресс Ахмета Ризы. Этот раскол в рядах младотурок, имевший место вплоть до 1908 года, стал отправной точкой для политических споров во время Эпохи второй конституции. Младотурецкой революции в 1908 году и захвата власти членами Единения и прогресса Сабахаттин вернулся в Османскую империю.
Его либеральная партия, находившаяся в оппозиции к правительству, была дважды запрещена: в 1909 и 1913 годах, и самому Сабахттину пришлось бежать из страны. Во время Первой мировой войны он находился в Швейцарии.
В 1919 году Сабахаттин вернулся в Стамбул в надежде на реализацию своих политических планов, но в 1924 году его партия была снова запрещена, уступив в борьбе Турецкому национальному движению под руководством Мустафы Кемаля. Проект демократической Турции Сабахаттин предусматривал меры децентрализации и поощрения частной инициативы, а также содержал элементы социальных теорий Фредерика Ле Пле и Эдмонда Демолена. После провозглашения Турецкой республики в 1923 году Сабахаттин был изгнан из Турции в соответствии с законом от 3 марта 1924 года, который предписывал изгнание всем членам династии Османов. После этого он снова уехал в Швейцарию. Исследователь его биографии Джон Г. Беннетт отмечает, что вновь пережив разочарование, он в конечном счёте спился и умер в большой бедности.
После его смерти в 1948 году его тело четыре года находилось в металлическом гробу в Швейцарии. В 1952 году останки султанзаде Сабахаттина были перевезены в Стамбул и похоронены в мавзолее его отца и деда.